# Públio Sulpício Saverrião (cônsul em 279 a.C.)
Públio Sulpício Saverrião (em latim: Publius Sulpicius Saverrio) foi um político da gente Sulpícia da República Romana, eleito cônsul em 279 a.C. com Públio Décio Mus. Era filho de Públio Sulpício Saverrião, cônsul em 304 a.C..

## Consulado (279 a.C.)
Foi eleito cônsul em 279 a.C. com Públio Décio Mus e ambos receberam a missão de lutar contra o invasor Pirro de Epiro, que derrotou os romanos no ano anterior na Batalha de Heracleia. Participou da Batalha de Ásculo, apesar de seu papel não ser bem definido, principalmente por que os historiadores preferiram destacar a vitória de seu colega. Seja como for, seu nome desaparece das fontes depois desta batalha.